# Gispen 412
De Gispen model nummer 412 is een stoel ontworpen door Willem Hendrik Gispen uit 1934. Het is waarschijnlijk de bekendste stoel die Gispen ooit ontworpen heeft. Vanaf 1948 tot 1955 werd dit model tijdelijk geproduceerd met een gecapitonneerde rug, waarna men weer overging op de productie van de originele versie met verticaal gestikte naden in de rug.